# Męskość hegemoniczna
Męskość hegemoniczna (lub: męskość hegemonialna) – w społecznej teorii płci kulturowej, stworzonej przez australijską badaczkę Raewyn Connell, kulturowy ideał i zbiór praktyk, uosabiających akceptowane społecznie wyjaśnienia istnienia patriarchatu. Nazwa wywodzi się od zbioru ortodoksyjnych (hegemonicznych) męskich wartości, do których nawiązuje.
Męskość hegemoniczna, według twórczyni teorii, zapewnia grupie mężczyzn dominację zarówno nad kobietami (hegemonia zewnętrzna), jak i nad pozostałą grupą mężczyzn (hegemonia wewnętrzna). Connell sformułowała ją jako konfigurację praktyk genderowych, które akceptują i legitymują patriarchat, gwarantując jednocześnie dominującą pozycję mężczyzn i subordynację kobiet. Jest ona ekskluzywna, hierarchiczna, wewnętrznie zróżnicowana oraz różnorodna i sprzeczna, brutalna, generująca lęki, utrwalana społecznie, jak również podatna na różne kryzysy. Wyjaśniana jest poprzez odwołania do koncepcji naturalistycznych. Praktykowanie zjawiska nie jest charakterystyczne dla wszystkich mężczyzn, gdyż przeważająca część z nich stosować ma tzw. męskość współdziałającą, ograniczając się do czerpania korzyści z patriarchatu. Dr. hab. Maciej Duda z Uniwersytetu Szczecińskiego nazwał ją "najbardziej męską męskością", której przypisuje się siłę, sprawność fizyczną, autorytet, prestiż, władzę, agresję, heteroseksualność, mizoginię i homofobię.
Koncepcja została po raz pierwszy opublikowana przez jej autorkę w artykule The Concept of Role And What To Do With It (pol. O koncepcji roli i o tym, co z tym zrobić) z 1979.